# La Soie et la Chanson
La Soie et la Chanson (titre original : The Silk And the Song) est une nouvelle de science-fiction de Charles Fontenay. Elle paraît pour la première fois, en version originale, dans le numéro 62 de juillet 1956 de la revue The Magazine of Fantasy & Science Fiction. Sa traduction par Roger Durand est publiée pour la première fois dans Fiction, en octobre 1957 (no 47).
Sur une planète où les humains sont devenus les esclaves des hussirs, un jeune homme et jeune femme retrouvent le chemin de la Terre grâce à la Chanson — une comptine pour enfant —, l'écharpe en Soie et la mystérieuse Tour des étoiles érigée au centre de la ville hussir.

## Résumé
Sur cette planète, les humains sont dominés par les hussirs et ravalés au rang d'animaux domestiques : ils servent de bêtes de trait, de somme ou, pour les plus chanceux, de monture. Il existe aussi une population d'humains sauvages qui vivent dans les montagnes et qui ont une réputation de grande férocité.
Alan est un humain domestique qui sert de monture au château de Wiln. Quand un précédent maître, qui se montrait bienveillant à son égard, meurt, Alan se retrouve sous la coupe de Snuk, beaucoup plus brutal. Il décide donc de s'évader et de rejoindre le groupe des humains sauvages. 
Là, il fait la connaissance de Mara, une jeune fille, et de Roand, patriarche et sage du groupe. Il apprend que la Chanson, une comptine que tous les petits enfants connaissent, donnera un jour la liberté aux humains, à condition qu'ils la chantent au sommet de la Tour des étoiles qui se dresse au centre de Falklyn, la grande ville hussir. Roand lui montre également une écharpe de Soie rose couverte de signes énigmatiques, qui provient de leurs ancêtres, ainsi qu'un fragment de document qui laisse supposer que le premier peuplement humain a été confronté à un évènement qui lui interdit tout avenir.
Au terme de longues discussions au sein du groupe, les humains sauvages décident d'attaquer Falklyn pour se rendre maîtres de la Tour des étoiles. Roand confie à Alan l'écharpe que ce dernier porte autour du cou. L'expédition tourne mal ; les humains sauvages sont pourchassés dans la ville par les hussirs puis divisés en petits groupes. Alan et Mara, au cours de leur fuite, se retrouvent au pied de la Tour des étoiles. Ils décident de s'y réfugier.
C'est alors qu'Alan comprend que la Chanson possède un sens caché et qu'elle décrit une série d'actions à effectuer dans la Tour. Cette dernière se révèle être un vaisseau spatial, la Chanson une procédure de décollage et la Soie un message à destination des Terriens. Leur vaisseau ayant décollé, Alan et Mara sont en route vers la Terre de leurs ancêtres.

## Personnages principaux
- Alan, humain domestiqué
- Mara, humaine sauvage
- Roand, chef de la communauté des humains sauvages
- Snuk, hussir, maître d'Alan

## Éditions en français
- « La Soie et la Chanson »  (trad. Roger Durand), Fiction, no 47,‎ octobre 1957, p. 100-125 : édition originale en français.
- « La Soie et la Chanson », dans Histoires galactiques  (trad. Roger Durand), Hachette Livres, coll. « Le Livre de poche », 1975, 441 p. (ISBN 978-2-253-00881-1) : recueil de 12 nouvelles (plusieurs rééditions).
- « La Soie et la Chanson », dans Charles Fontenay, La Soie et la Chanson  (trad. de l'anglais par Roger Durand), Les Belles Lettres, coll. « le Cabinet noir » (no 32), 1999, 224 p. (ISBN 2-251-77134-4) : recueil de textes.

## Pour en savoir plus